# مطار موانزا
مطار موانزا (إياتا: MWZ، إيكاو: HTMW) هو مطار دولي يخدم مدينة موانزا ثاني أكبر مدينة في تنزانيا، ويبعد المطار 10 كلم عن وسط المدينة. ويعتبر مركز العمليات الرئيسي لطيران أوريك، كما أن القوات الجوية التنزانية تتوفر على قاعدة جوية لها بهذا المطار.

## شركات الطيران والوجهات
| شركـات طيـران           | الوجهات |
| ----------------------- | --- |
| الخطوط الجوية التنزانية | مطار بوكوبا، مطار جوليوس نيريري، مطار كليمنجارو الدولي                                                                  |
| أوريك للطيران           | مطار بوكوبا، مطار كيغالي الدولي، Kigoma، Mpanda، مطار موسوما، Rubondo                                                   |
| Coastal Aviation        | مطار أروشا، مطار جوليوس نيريري، مطار كيغالي الدولي، Manyara، Selous، Serengeti، Tarangire، مطار عبيد أماني كرومي الدولي |
| بريسيجن إير             | مطار بوكوبا، مطار جوليوس نيريري، مطار كليمنجارو الدولي، مطار جومو كينياتا الدولي                                        |